# Taraqua
Taraqua (łac. Dioecesis Taraquensis) – stolica historycznej diecezji w Cesarstwie rzymskim w prowincji Byzacena, współcześnie w Tunezji. Obecnie katolickie biskupstwo tytularne.

## Biskupi tytularni
| Lp. | Biskup                | Funkcja                                                                | Od               | Do                   |
| --- | --------------------- | ---------------------------------------------------------------------- | ---------------- | -------------------- |
| 1   | James Hickey          | biskup pomocniczy Saginaw (USA) rektor Kolegium Północnoamerykańskiego | 18 lutego 1967   | 5 czerwca 1974       |
| 2   | Norbert Felix Gaughan | biskup pomocniczy Greensburga (USA)                                    | 2 kwietnia 1975  | 24 lipca 1984        |
| 3   | Robert Banks          | biskup pomocniczy Bostonu (USA)                                        | 26 czerwca 1985  | 16 października 1990 |
| 4   | John Stephen Knight   | biskup pomocniczy Toronto (Kanada)                                     | 27 kwietnia 1992 |                      |